# Post Orgasmic Chill
Az 1999-es Post Orgasmic Chill a Skunk Anansie harmadik nagylemeze. A lemezhez két borító készült: az európai kiadás borítója a tengerparti lakásban heverésző tagokat ábrázolja, az amerikai kiadás borítóján az együttes az Atlantic City-i sétányon áll.
A japán kiadás a Post Orgasmic Sleep bónuszdalt is tartalmazza. Az album szerepel az 1001 lemez, amit hallanod kell, mielőtt meghalsz című könyvben.

## Az album dalai
|     | Cím                                      | Hossz |
| --- | ---------------------------------------- | ----- |
| 1.  | Charlie Big Potato                       | 5:32  |
| 2.  | On My Hotel T.V.                         | 3:34  |
| 3.  | We Don't Need Who You Think You Are      | 4:21  |
| 4.  | Tracy's Flaw                             | 4:30  |
| 5.  | The Skank Heads                          | 3:11  |
| 6.  | Lately                                   | 3:53  |
| 7.  | Secretly                                 | 4:45  |
| 8.  | Good Things Don't Always Come to You     | 5:25  |
| 9.  | Cheap Honesty                            | 3:47  |
| 10. | You'll Follow Me Down                    | 4:01  |
| 11. | And This Is Nothing That I Thought I Had | 3:04  |
| 12. | I'm Not Afraid                           | 4:48  |

## Fordítás
Ez a szócikk részben vagy egészben a Post Orgasmic Chill című angol Wikipédia-szócikk ezen változatának fordításán alapul.  Az eredeti cikk szerkesztőit annak laptörténete sorolja fel. Ez a jelzés csupán a megfogalmazás eredetét és a szerzői jogokat jelzi, nem szolgál a cikkben szereplő információk forrásmegjelöléseként.